# Ischalia montana
Ischalia (Ischalia) montana – gatunek chrząszcza z podrodziny Ischaliinae.
Gatunek ten opisany został w 2014 roku przez Daniela K. Younga.
Chrząszcz o ciele długości od 7,9 do 8,3 mm, prawie całym czarnym, porośniętym żółtawymi lub żółtawobrązowymi szczecinkami. Głowa z żółtawobrązową częścią odsiebną wargi górnej i brązową lub smolistą kropką pod oczami. Czułki całkiem czarne. Człony biczyka czułków znacznie dłuższe niż u I. atricornis, ostatni z nich tępo zaokrąglony. Przedplecze z rozproszonym, płytkim punktowaniem i wyraźnym żeberkiem przez środek dysku. Punktowanie wydłużonych, nieco z tyłu rozszerzonych pokryw gęste i grube. Ubarwienie pokryw czarne z wyraźnym fioletowym połyskiem. Tylne skrzydła w pełni wykształcone, szarawobrązowo przydymione.
Owad znany tylko z lokalizacji typowej, położonej na filipińskiej wyspie Mindanao, 30 kilometrów na północny zachód od Maramag.